# アプリヤニ・ラハユ
アプリアニ・ラハユ（1998年4月29日 - ）は、ダブルスを専門とするインドネシアのバドミントン選手である。
彼女およびグレイシア・ポリーは、2020年夏季オリンピックでの優勝に続く女子ダブルスの現役オリンピック王者である。彼女は2019年の東南アジア競技大会で金メダルを獲得し、2018年と2019年の世界選手権で2つの銅メダルを獲得した。ラハユはまた、2018年のアジア競技大会の女子団体とダブルスで彼女の元パートナーグレイシア・ポリーと銅メダルを獲得した。